# La Londe-les-Maures
La Londe-les-Maures is een gemeente in het Franse departement Var (regio Provence-Alpes-Côte d'Azur) en telt 8749 inwoners (1999). De plaats maakt deel uit van het arrondissement Toulon.

## Geografie
De oppervlakte van La Londe-les-Maures bedraagt 79,5 km², de bevolkingsdichtheid is 110,1 inwoners per km².
De onderstaande kaart toont de ligging van La Londe-les-Maures met de belangrijkste infrastructuur en aangrenzende gemeenten.

## Demografie
Onderstaande figuur toont het verloop van het inwonertal (bron: INSEE-tellingen).